# James Norris Memorial Trophy

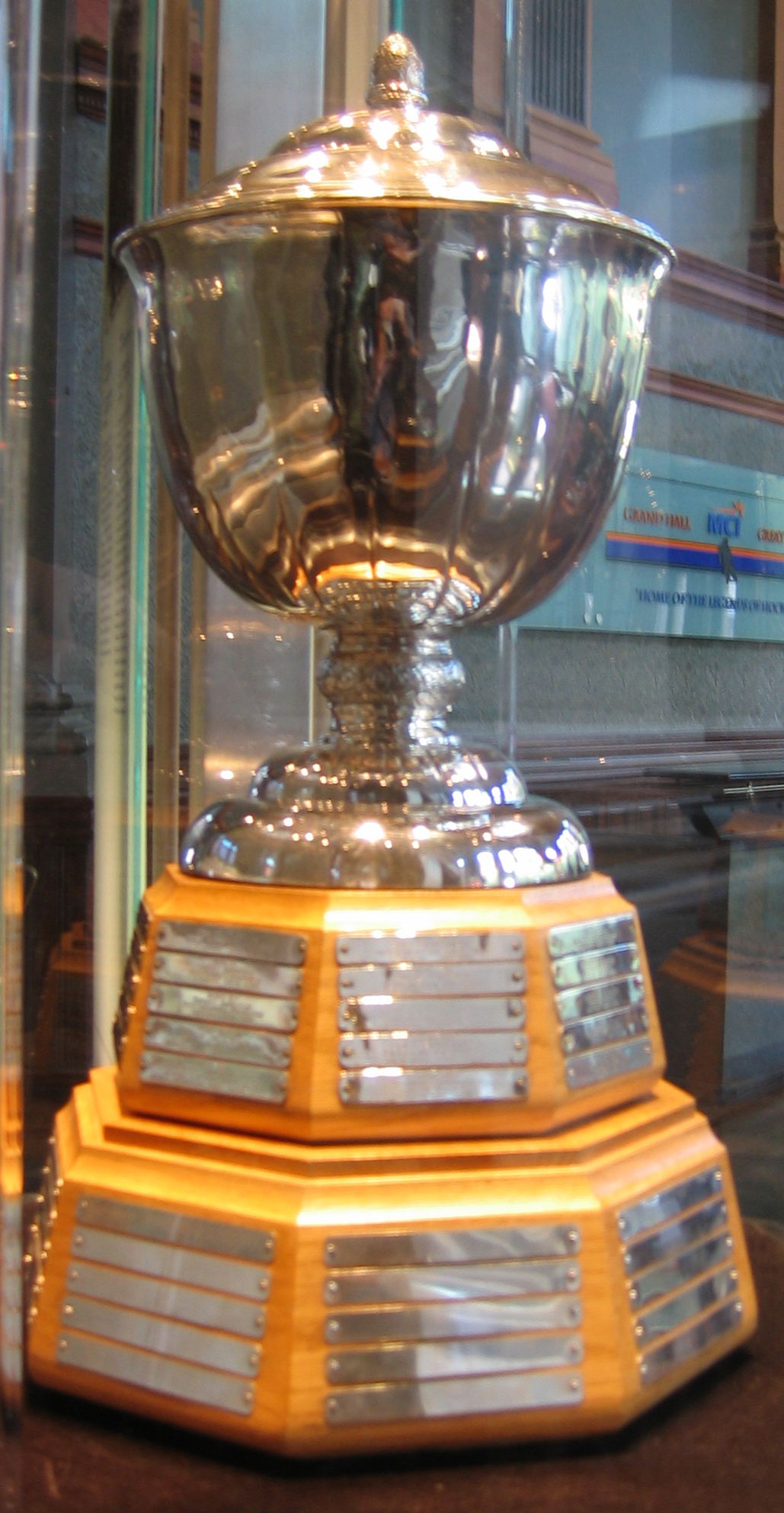
James Norris Memorial Trophy

De James Norris Memorial Trophy wordt ieder jaar uitgereikt aan de beste verdediger in de National Hockey League. De verdediger die het meest uitblonk in het voorkomen van tegendoelpunten en het produceren van doelpunten van het eigen team mag deze prijs in ontvangst nemen. De prijs is vernoemd naar James Norris, een oud-directeur van Detroit Red Wings
De verdediger die de trofee het vaakst gewonnen heeft is Bobby Orr met acht overwinningen. Doug Harvey en Nicklas Lidström hebben zeven overwinningen op hun naam staan en Ray Bourque vijf. De beker werd voor het eerst in 1954 uitgereikt.

## Winnaars
| Seizoen | Winnaar                      | Leeftijd | Team                | Points              | Aantal gewonnen keren |
| ------- | ---------------------------- | -------- | ------------------- | ------------------- | --------------------- |
| 2017-18 | Victor Hedman                | 27       | Tampa Bay Lightning | 63                  | 1                     |
| 2016-17 | Brent Burns                  | 31       | San Jose Sharks     | 76                  | 1                     |
| 2015-16 | Drew Doughty                 | 26       | Los Angeles Kings   | 51                  | 1                     |
| 2014-15 | Erik Karlsson                | 24       | Ottawa Senators     | 66                  | 2                     |
| 2013-14 | Duncan Keith                 | 30       | Chicago Blackhawks  | 61                  | 2                     |
| 2012-13 | P.K. Subban                  | 23       | Montreal Canadiens  | 38 (48 wedstrijden) | 1                     |
| 2011-12 | Erik Karlsson                | 21       | Ottawa Senators     | 78                  | 1                     |
| 2010-11 | Nicklas Lidström             | 40       | Detroit Red Wings   | 62                  | 7                     |
| 2009-10 | Duncan Keith                 | 26       | Chicago Blackhawks  | 69                  | 1                     |
| 2008-09 | Zdeno Chara                  | 31       | Boston Bruins       | 50                  | 1                     |
| 2007-08 | Nicklas Lidström             | 37       | Detroit Red Wings   | 70                  | 6                     |
| 2006-07 | Nicklas Lidström             | 36       | Detroit Red Wings   | 60                  | 5                     |
| 2005-06 | Nicklas Lidström             | 35       | Detroit Red Wings   | 80                  | 4                     |
| 2004-05 | Geen winnaar door de staking |          |                     |                     |                       |
| 2003-04 | Scott Niedermayer            | 30       | New Jersey Devils   | 54                  | 1                     |
| 2002-03 | Nicklas Lidström             | 32       | Detroit Red Wings   | 62                  | 3                     |
| 2001-02 | Nicklas Lidström             | 31       | Detroit Red Wings   | 59                  | 2                     |
| 2000-01 | Nicklas Lidström             | 30       | Detroit Red Wings   | 71                  | 1                     |
| 1999-00 | Chris Pronger                | 25       | St. Louis Blues     | 62                  | 1                     |
| 1998-99 | Al MacInnis                  | 35       | St. Louis Blues     | 62                  | 1                     |
| 1997-98 | Rob Blake                    | 28       | Los Angeles Kings   | 50                  | 1                     |
| 1996-97 | Brian Leetch                 | 28       | New York Rangers    | 78                  | 2                     |
| 1995-96 | Chris Chelios                | 34       | Chicago Blackhawks  | 72                  | 3                     |
| 1994-95 | Paul Coffey                  | 33       | Detroit Red Wings   | 58                  | 3                     |
| 1993-94 | Ray Bourque                  | 33       | Boston Bruins       | 91                  | 5                     |
| 1992-93 | Chris Chelios                | 31       | Chicago Blackhawks  | 73                  | 2                     |
| 1991-92 | Brian Leetch                 | 23       | New York Rangers    | 102                 | 1                     |
| 1990-91 | Ray Bourque                  | 30       | Boston Bruins       | 94                  | 4                     |
| 1989-90 | Ray Bourque                  | 29       | Boston Bruins       | 84                  | 3                     |
| 1988-89 | Chris Chelios                | 27       | Montreal Canadiens  | 73                  | 1                     |
| 1987-88 | Ray Bourque                  | 27       | Boston Bruins       | 81                  | 2                     |
| 1986-87 | Ray Bourque                  | 26       | Boston Bruins       | 95                  | 1                     |
| 1985-86 | Paul Coffey                  | 24       | Edmonton Oilers     | 138                 | 2                     |
| 1984-85 | Paul Coffey                  | 23       | Edmonton Oilers     | 121                 | 1                     |
| 1983-84 | Rod Langway                  | 26       | Washington Capitals | 33                  | 2                     |
| 1982-83 | Rod Langway                  | 25       | Washington Capitals | 32                  | 1                     |
| 1981-82 | Doug Wilson                  | 24       | Chicago Blackhawks  | 85                  | 1                     |
| 1980-81 | Randy Carlyle                | 24       | Pittsburgh Penguins | 83                  | 1                     |
| 1979-80 | Larry Robinson               | 28       | Montreal Canadiens  | 75                  | 2                     |
| 1978-79 | Denis Potvin                 | 25       | New York Islanders  | 101                 | 3                     |
| 1977-78 | Denis Potvin                 | 24       | New York Islanders  | 94                  | 2                     |
| 1976-77 | Larry Robinson               | 25       | Montreal Canadiens  | 85                  | 1                     |
| 1975-76 | Denis Potvin                 | 22       | New York Islanders  | 98                  | 1                     |
| 1974-75 | Bobby Orr                    | 26       | Boston Bruins       | 135                 | 8                     |
| 1973-74 | Bobby Orr                    | 25       | Boston Bruins       | 122                 | 7                     |
| 1972-73 | Bobby Orr                    | 24       | Boston Bruins       | 101                 | 6                     |
| 1971-72 | Bobby Orr                    | 23       | Boston Bruins       | 117                 | 5                     |
| 1970-71 | Bobby Orr                    | 22       | Boston Bruins       | 139                 | 4                     |
| 1969-70 | Bobby Orr                    | 21       | Boston Bruins       | 120                 | 3                     |
| 1968-69 | Bobby Orr                    | 20       | Boston Bruins       | 64                  | 2                     |
| 1967-68 | Bobby Orr                    | 19       | Boston Bruins       | 31                  | 1                     |
| 1966-67 | Harry Howell                 | 34       | New York Rangers    | 40                  | 1                     |
| 1965-66 | Jacques Laperriere           | 24       | Montreal Canadiens  | 31                  | 1                     |
| 1964-65 | Pierre Pilote                | 33       | Chicago Blackhawks  | 59                  | 3                     |
| 1963-64 | Pierre Pilote                | 32       | Chicago Blackhawks  | 53                  | 2                     |
| 1962-63 | Pierre Pilote                | 31       | Chicago Blackhawks  | 26                  | 1                     |
| 1961-62 | Doug Harvey                  | 37       | New York Rangers    | 30                  | 7                     |
| 1960-61 | Doug Harvey                  | 36       | Montreal Canadiens  | 39                  | 6                     |
| 1959-60 | Doug Harvey                  | 35       | Montreal Canadiens  | 27                  | 5                     |
| 1958-59 | Tom Johnson                  | 30       | Montreal Canadiens  | 39                  | 1                     |
| 1957-58 | Doug Harvey                  | 33       | Montreal Canadiens  | 41                  | 4                     |
| 1956-57 | Doug Harvey                  | 32       | Montreal Canadiens  | 50                  | 3                     |
| 1955-56 | Doug Harvey                  | 31       | Montreal Canadiens  | 44                  | 2                     |
| 1954-55 | Doug Harvey                  | 30       | Montreal Canadiens  | 49                  | 1                     |
| 1953-54 | Red Kelly                    | 26       | Detroit Red Wings   | 49                  | 1                     |

Eastern Conference
Western Conference
Stanley Cup · Clarence S. Campbell Bowl · Prince of Wales Trophy · Presidents' Trophy · Hart Memorial Trophy · Lester B. Pearson Award · Conn Smythe Trophy · Art Ross Memorial Trophy · Maurice Richard Trophy · Calder Memorial Trophy · James Norris Memorial Trophy · Frank J. Selke Trophy · NHL plus/minus Award · Bill Masterton Memorial Trophy · Lady Byng Memorial Trophy · King Clancy Memorial Trophy · Mark Messier Leadership Award · Vezina Trophy · Roger Crozier Saving Grace Award · William M. Jennings Trophy · Jack Adams Award · Lester Patrick Trophy